# Cycloplegica
Cycloplegica sind Medikamente, die den zur Akkommodation benötigten Ziliarmuskel im Auge lähmen und somit zu einer Zykloplegie führen. Sie werden häufig bei der augenärztlichen Refraktionsbestimmung eingesetzt und stellen sicher, dass die Messungen der optischen Verhältnisse nicht durch eine unwillkürliche Akkommodation des Probanden verfälscht wird. Weiterhin werden sie bei pleoptischen Behandlungen (Penalisation) von Schielpatienten verwendet.
Cycloplegica wirken in der Regel auch pupillenerweiternd. Cycloplegica wirken im Allgemeinen als Blocker der muskarinischen Acetylcholinrezeptoren. Typische Wirkstoffe sind Atropin, Cyclopentolat, Scopolamin und Tropicamid. Die Wirkung cycloplegischer  Medikamente lässt nach, sobald die Wirkstoffe abgebaut oder durch Stoffwechselprozesse der Muskelzellen ausreichend verdünnt sind. Einige Cycloplegica können für mehrere Tage wirken, jedoch werden für Augenuntersuchungen meist Präparate benutzt, deren Wirkung bereits nach einigen Stunden wieder nachlässt. Die Blendwirkung durch die weit geöffnete Pupille und das unscharfe Sehen durch den gelähmten Ziliarmuskel stellen ein erhebliches Risiko in Straßenverkehr und Alltag dar. Starke Sonnenbrillen mit hohem UV-Filter und die Begleitung für den Heimweg werden deshalb empfohlen.